# Rebrovići
Rebrovići es una localidad de Croacia en el municipio de Tounj, condado de Karlovac.

## Geografía
Se encuentra a una altitud de 268 m s. n. m. a 112 km de la capital nacional, Zagreb.

## Demografía
En el censo 2011, el total de población de la localidad fue de 184 habitantes.
| Gráfica de población de Rebrovići 1857-2011                         |
|                                                                     |
| Según los censos de población de la oficina estadística de Croacia. |